# Jesuítas (Paraná)

Jesuítas es un municipio brasileño del estado de Paraná. Se localiza a una latitud 24º23'06" sur y a una longitud 53º23'15" oeste, estando a una altitud de 489 metros. Su población estimada en 2010 era de 9.832 habitantes.
Posee un área de 269,29 km². 